# رودخانه قره‌سو (اردبیل)
قره‌سو بلندترین و پرآب‌ترین رود داخلی استان اردبیل محسوب می‌شود.این رودخانه از ارتفاعات تالش (باغرو) در شرق اردبیل سرچشمه گرفته و در مسیر خود ضمن عبور از دشت اردبیل، آب های جاری این منطقه از جمله بالیقلی چای را جمع کرده و همراه با دره رود و اهر چای به ارس می‌ریزد.

## مسیر
این رودخانه آب‌های عمده اردبیل، مشگین‌شهر،  نیر، نمین و سرعین مانند قوری‌چای و بالیقلی‌چای را دریافت کرده سبلان را دور می‌زند و از شمال مشکین شهر عبور می‌کند سپس با پیوستن اهر چای به مسیر خود در سمت شمال ادامه می‌دهد و در نهایت با جمع‌آوری دره رود در دشت مغان پس از عبور از قره‌داغ در اصلاندوز به رود بزرگ ارس می‌پیوندد.
طول رودخانه ۲۱۰ کیلومتر است.